# Ономатопеја
Ономатопеја (транслит.  — име, транслит.  — чиним, правим) (име које се чини правим) је опонашање звукова из спољашњег света гласовима и другим језичким средствима, са циљем да се код слушаоца или читаоца изазове сличан акустички утисак.

## Особеност ономатопеје
Реч састављена од гласова којима се опонаша неки звук назива се ономатопејична реч (ветар хуји, вода жубори, крава муче).
Будући да је ономатопеја претварање неартикулисаних крикова и буке у артикулисани људски говор, она може бити само приближна, па ономатопејске речи имитирају или боју звука, или ритам, или мимику, или артикулациони механизам. Због те, само приближне, вредности са имитираним звуком она остаје неразумљива без познавања садржаја речи, нпр. у неком непознатом језику. Поред тога, фонолошко-фонетички систем сваког језика у великој мери одређује облик ономатопејске речи. Отуда појава да за исти природни звук (нпр. лајање пса или кукурикање петла) разни језици имају различите ономатопејске речи. Да ли неки гласови могу сами по себи предлагати неко значење, врло је спорно и о томе се доста расправљало. У Платоновом дијалогу Кратил, Сократ приписује гласовима одређену значењску вредност, па је по њему глас р инструмент за изражавање кретања. Овакав став је у науци познат као кратилизам и био је нарочито популаран у романтизму и симболизму. Едгар Алан По у Филозофији композиције говори да је е најважнији самогласник, а р најбогатији сугласник. Рембо је у свом сонету Самогласници сваком вокалу приписао одређену колористичку вредност (а — црно, е — бело, и — црвено,о — плаво, у — зелено). Валери у есеју Поезија и апстрактно мишљење заступа тезу да је циљ поезије да створи илузију о нераскидивој повезаности звука и значења, а не да поезија такву везу заиста и остварује. За разлику од песника и уметника, научници и проучаваоци књижевности, почев од лингвисте Де Сосира, сматрају да је веза између звука и значења произвољна. Ономатопеја се јавља већ у антици као термин античке реторике. Честа је код грчких и римских песника, посебно код римских епичара, нпр: At tuba terribili sonitu tarantara dixit (Еније, о звуку трубе). Поред имитације акустичких осета, могућа је и имитација видних и опипљивих чулних осета, али је оно доста ређе (нпр. севати, блискати).

## Врсте ономатопеје
Животињски звуци 
- мијау, вау, муу, кокодак, рок, ауу, мее, блее, кукурику, ква-ква, га-га, жив-жив, и-а, кре-кре

Од ових речи изводе се и глаголи:
- мијаукати, ћурликати, цијукати, блејати, мукати, крекетати

Звуци из околине
- бум, бла-бла, трас, фућ, бонг, хоп, куц, пљац, хех, брм

## Примери
- И цврчи, цврчи цврчак на чвору црне смрче (Владимир Назор)
- Крцну колац неколико пута / Звизну пала неколико пута (Иван Мажуранић)
- Киша ситно сипи, сипи и ромиња (Антун Густав Матош)
- Све до сунца већ се пење / Кукурикуј! (Антун Густав Матош)
- Киша ромиња, / глогољи, / жамори / киша јадикује / мијења правац / враћа се, / Бугари, / и опет сипи и сипи (Тин Ујевић)
- Зуји, звечи, звони, звучи / Шуми, грми, тутњи, хучи (Петар Прерадовић)

## Ономатопејске речи у различитим језицима
- Лајање пса: woof woof (енглески),  (немачки),  (грчки),  (јапански),  (турски)
- Цвркут птица: cheep-chirp (енглески),  (немачки),  (грчки),  (јапански),  (турски)
- Мјаукање мачке:  (енглески),  (немачки),  (грчки),  (јапански),  (турски)
- Предење мачке:  (енглески),  (немачки),  (јапански)
- Кокодакање кокошке: chich-chich (енглески),  (немачки),  (грчки),  (јапански),  (турски)
- Кукурикање певца: coo-coo-rikoo (енглески),  (немачки),  (грчки), ko-ke-kot-ko (турски)
- Гугутање голуба: coo (енглески),  (немачки),  (јапански),  (турски)